# Trithemis bredoi
Trithemis bredoi là loài chuồn chuồn trong họ Libellulidae. Loài này được Fraser mô tả khoa học đầu tiên năm 1953.